# Anita (Lied)
Anita ist ein deutschsprachiger Schlager, der 1976 von Costa Cordalis erstmals interpretiert wurde und zum Nummer-eins-Hit in der Schweiz sowie zum Evergreen wurde. Es existieren zahlreiche Coverversionen.

## Inhalt
Das Lied handelt von einer Frau mit schwarzen Haaren und funkelnden Augen namens Anita, die die erzählende Person „irgendwo, allein in Mexiko“ trifft.

## Entstehung und Erfolg
Das Lied wurde von Costa Cordalis gemeinsam mit Jean Frankfurter geschrieben; Frankfurter produzierte den Song auch. Der Song erschien sowohl als 7″-Single bei CBS als auch 1985 als 7″-EP in der DDR bei Amiga. Zudem erschien er auf Cordalis’ Album Ich geh’ durch deine Straße. Im Dezember 1976 stieg der Song in die Schweizer Hitparade ein, in der er bis zum April 1977 verblieb und in der er für drei Wochen Platz 1 innehatte. In Deutschland kam das Lied bis auf Platz 3, in Österreich auf Platz 4 der Charts. Auch in den Niederlanden und Belgien konnte die Single die Top 20 erreichen.

## Coverversionen
Coverversionen gibt es u. a. von Dieter Thomas Kuhn, Mickie Krause, Marco Paulo und Steffen Lukas.

## Titelliste

### 7″-Single (1976)
1. Anita – 3:06
2. Schau’ doch heut’ abend mal zu mir ’rein – 4:04

### 7″-EP (1985)
1. Anita – 3:06
2. Es stieg ein Engel vom Olymp – 2:54
3. Steig in das Boot heute nacht, Anna Lena – 3:15
4. Shangri-La – 3:23